# Puerto Serrano (ort)
Puerto Serrano är en ort i Spanien.   Den ligger i provinsen Provincia de Cádiz och regionen Andalusien, i den södra delen av landet, 400 km söder om huvudstaden Madrid. Puerto Serrano ligger 166 meter över havet och antalet invånare är 6 807.
Terrängen runt Puerto Serrano är platt västerut, men österut är den kuperad. Runt Puerto Serrano är det ganska glesbefolkat, med 29 invånare per kvadratkilometer. Närmaste större samhälle är Villamartín, 11,4 km sydväst om Puerto Serrano. Trakten runt Puerto Serrano består till största delen av jordbruksmark.